# William Keever
William H. Keever (tudi Bill Keever), ameriški podčastnik in športni strelec, * 1969.
Keeve je sodeloval na poletnih olimpijskih igrah leta 2000 (strelstvo, zračna puška).
Je član U.S. Army Marksmanship Unit. Osvojil je tudi 13 velikih pokalov ZDA.